# Villazanzo de Valderaduey
Villazanzo de Valderaduey is een gemeente in de Spaanse provincie León in de regio Castilië en León met een oppervlakte van 145,88 km². Villazanzo de Valderaduey telt 461 inwoners (1 januari 2016).

## Demografische ontwikkeling
Bron: INE, 1857-2011: volkstellingen